# الاتحادية الجزائرية لكرة المضرب
الاتحادية الجزائرية لكرة المضرب،
أو الفدرالية الجزائرية لتنس (بالفرنسية: Fédération Nationale de Tennis) أو اختصارا (FNT)، هي الجهة الرسمية المسؤولة والمشرفة على رياضة كرة المضرب في الجزائر، حيث تضع نظاما للتصنيف ومنافسات وطنية، الجامعة هي فرع للاتحاد الدولي لكرة المضرب، ينتسب إلى الجامعة 20 فريق للتنس ينشط في الجزائر.

## تاريخ
يتم إنشاء مدارس للتنس (كرة المضرب) وتم بلوغ رقم 16700 ألف ممارس وإجازة، علما بأن الفرق التي تسير من قبل البلديات وعددها 38 فريقا على مستوى الوطن الجزائري، وتجدر الإشارة إلى أن الاتحادية الجزائرية لكرة المضرب تولي أهمية بالغة في تكوين الشباب الذين يتراوح أعمارهم ما بين (13 و14 سنة)، حيث خصصت لهم ميزانية مالية معتبرة لضمان تحضيرات جيدة.

## وصلات داخلية
- الرياضة في الجزائر
- بطولة الجزائر للتنس
- الإتحاد العربي للتنس
- البطولة العربية للتنس

## وصلات خارجية
- الموقع الرسمي
- تحييد المشاكل وإنشاء مراكز تكوين للارتقاء بمستوى التنس الجزائري
- انطلاق الدورة الوطنية للتنس
- الجزائرية إيناس إيبو تدخل التصنيف العالمي للاعبات التنس المحترفات